# Палермо (Каліфорнія)
Палермо (англ. Palermo) — переписна місцевість (CDP) в США, в окрузі Б'ютт штату Каліфорнія. Населення — 5555 осіб (2020).

## Географія
Палермо розташоване за координатами 39°25′51″ пн. ш. 121°31′22″ зх. д. / 39.43083° пн. ш. 121.52278° зх. д. (39.430695, -121.522884).  За даними Бюро перепису населення США в 2010 році переписна місцевість мала площу 75,57 км², з яких 75,53 км² — суходіл та 0,04 км² — водойми.

## Демографія
Згідно з переписом 2010 року, у переписній місцевості мешкали 5382 особи в 1940 домогосподарствах у складі 1402 родин. Густота населення становила 71 особа/км².  Було 2102 помешкання (28/км²).
Расовий склад населення:
| - 72,5 % — білих - 4,6 % — азіатів - 4,1 % — корінних американців - 0,7 % — чорних або афроамериканців - 0,1 % — вихідців з тихоокеанських островів - 11,9 % — осіб інших рас |

До двох чи більше рас належало 6,1 %. Частка іспаномовних становила 23,8 % від усіх жителів.
За віковим діапазоном населення розподілялося таким чином: 24,3 % — особи молодші 18 років, 57,8 % — особи у віці 18—64 років, 17,9 % — особи у віці 65 років та старші. Медіана віку мешканця становила 40,9 року. На 100 осіб жіночої статі у переписній місцевості припадало 105,1 чоловіків;  на 100 жінок у віці від 18 років та старших — 104,0 чоловіків також старших 18 років.
Середній дохід на одне домашнє господарство  становив 54 768 доларів США (медіана — 39 366), а середній дохід на одну сім'ю — 59 825 доларів (медіана — 45 521). Медіана доходів становила 42 104 долари для чоловіків та 29 115 доларів для жінок. За межею бідності перебувало 24,3 % осіб, у тому числі 28,9 % дітей у віці до 18 років та 10,4 % осіб у віці 65 років та старших.
Цивільне працевлаштоване населення становило 1714 особи. Основні галузі зайнятості: освіта, охорона здоров'я та соціальна допомога — 25,6 %, мистецтво, розваги та відпочинок — 13,2 %, виробництво — 9,9 %, науковці, спеціалісти, менеджери — 9,5 %.